# In Humppa We Trust
In Humppa We Trust är ett livealbum från det finska humppa-bandet, Eläkeläiset, släppt 1996. Alla låtar på skivan är covers på kända låtar.

## Låtlista
1. "Nitro" – 2:37
2. "Humppaleka" – 2:26   (Elvis Presley - 'Viva Las Vegas')
3. "Humppapommi" – 2:23  (Rancid - 'Time Bomb')
4. "Humppaukaasi" – 3:58  (Queen - 'We Will Rock You')
5. "Perjantaina Humpassa" – 2:56 (The Cure - 'Friday I'm in love')
6. "Tilulilulei" – 1:53       (The Kingsmen - 'Louie Louie')
7. "Mitä Aimolle on Tapahtunut?" – 2:28  (The Offspring - 'What happened to you?')
8. "Dumkopf" – 3:06       (The Troggs - 'Wild Thing')
9. "Humppaan Itsekseni" – 2:49     (Billy Idol - 'Dancing With Myself)
10. "Seinäkukkahumppa" – 3:03       (Oasis - 'Wonderwall')
11. "Dementikon Keppihumppa" – 2:12       (Kiss - 'I Was Made For Lovin' You')
12. "Panojenkka" – 2:54   (Los del Río - 'Macarena')
13. "Laakista Humppa" – 1:56       (The Damned - 'Love song')
14. "Pottajenkka" – 3:38       (Joy Division - 'Love Will Tear Us Apart')
15. "Humppa" – 3:02    (The Cranberries - 'Zombie')
16. "Pöpi" – 3:26       (22-Pistepirkko - 'Birdy')
17. "Tarakkihumppa" – 3:58  (Disneyland After Dark - 'Sleeping My Day Away')
18. "Heil Humppa" – 4:10       (Kim Wilde - 'Kids in America')
19. "Humppaan Muna Tulessa" – 3:00       (The Doors - 'Light my fire')
20. "Humppaa Tai Kuole" – 2:44       (2 Unlimited - 'No limits')
21. "Soramonttuhumppa" – 3:19 (Metallica - 'Enter Sandman')